# Neon Bible
| Recensione                 | Giudizio |
| -------------------------- | -------- |
| AllMusic                   |          |
| The A.V. Club              | A        |
| The Guardian               |          |
| NME                        | 9/10     |
| Entertainment Weekly       | A-       |
| Pitchfork                  | 8.4/10   |
| Q                          |          |
| MSN Music (Consumer Guide) | A+       |
| Rolling Stone              |          |
| Spin                       |          |
| Ondarock                   | 8/10     |

Neon Bible è il secondo album in studio del gruppo musicale canadese Arcade Fire, pubblicato il 5 marzo 2007 dalla Merge.
L'album è stato registrato in vari studi sparsi per il mondo e utilizzando un gran numero di strumenti tra cui un coro militare e un'intera orchestra ungherese.
All'inizio il titolo dell'album doveva essere Antichrist Television Blues ma poi il progetto è stato accantonato e così è nato Neon Bible, che il cantante e frontman del gruppo, Win Butler, descrive come il suono di una notte in mezzo all'oceano.
Secondo NME è il 4º miglior album del 2007.

## Tracce
1. Black Mirror – 4:13
2. Keep the Car Running – 3:29
3. Neon Bible – 2:16
4. Intervention – 4:19
5. Black Wave/Bad Vibrations – 3:57
6. Ocean of Noise – 4:53
7. The Well and the Lighthouse – 3:56
8. (Antichrist Television Blues) – 5:10
9. Windowsill – 4:16
10. No Cars Go – 5:43
11. My Body Is a Cage – 4:47

## Formazione
- Win Butler – chitarra, voce, basso, tastiere
- Régine Chassagne – tastiere, voce e cori, xilofono, percussioni
- Richard Reed Parry – chitarra, percussioni, cori, tastiere
- Tim Kingsbury – basso, cori, chitarra
- Will Butler – percussioni, chitarra, basso, cori
- Sarah Neufeld – violino, cori
- Jeremy Gara – percussioni, chitarra, cori

## Classifiche
Album
| Anno | Paese       | Posizione chart |
| ---- | ----------- | --------------- |
| 2007 | Canada      | 1               |
| 2007 | Irlanda     | 1               |
| 2007 | Stati Uniti | 2               |
| 2007 | Inghilterra | 2               |
| 2007 | Portogallo  | 2               |
| 2007 | Norvegia    | 3               |
| 2007 | Australia   | 7               |
| 2007 | Germania    | 11              |
| 2007 | Spagna      | 14              |
| 2007 | Austria     | 25              |
| 2007 | Italia      | 44              |